# Palais Gerini
Le palais Gerini (en italien : palazzo gerini) est un palais de style Renaissance situé à Florence, via Ricasoli 42.

## Histoire et description
L'ancien nom de la Via Ricasoli est Via del Cocomero. Sur le site de ce palais, se trouvent au XVe siècle deux maisons appartenant à la famille Ginori, qui les vend à Piero da Gagliano, lequel les vend ensuite à la famille Salviati en 1579. Les Salviati engagent l'architecte Bernardo Buontalenti pour aider à restructurer le site.
Cependant, en 1650, la famille Gerini, sous la direction du nouveau marquis Carlo Gerini, secrétaire du cardinal Charles de Médicis, achète le palais et en rénove les intérieurs, commandant des fresques à Anton Domenico Gabbiani et Jacopo Chiavistelli. En 1752, l'entrée principale et la cage d'escalier sont rénovées suivant les plans de Gaspare Paoletti. En 1798, la famille achète le palais adjacent au no 40 et, au tournant du XIXe siècle, Giuseppe Poggi le remodèle pour ressembler à l'autre façade. Cette rénovation endommage de nombreuses fresques de l'étage noble. Jusqu'en 1825, le palais abrite des collections de peintures très prestigieuses, dont des œuvres de ou attribuées à Piero di Cosimo, Domenico Ghirlandaio, Andrea del Sarto, Carlo Dolci et Rembrandt.

## Galerie

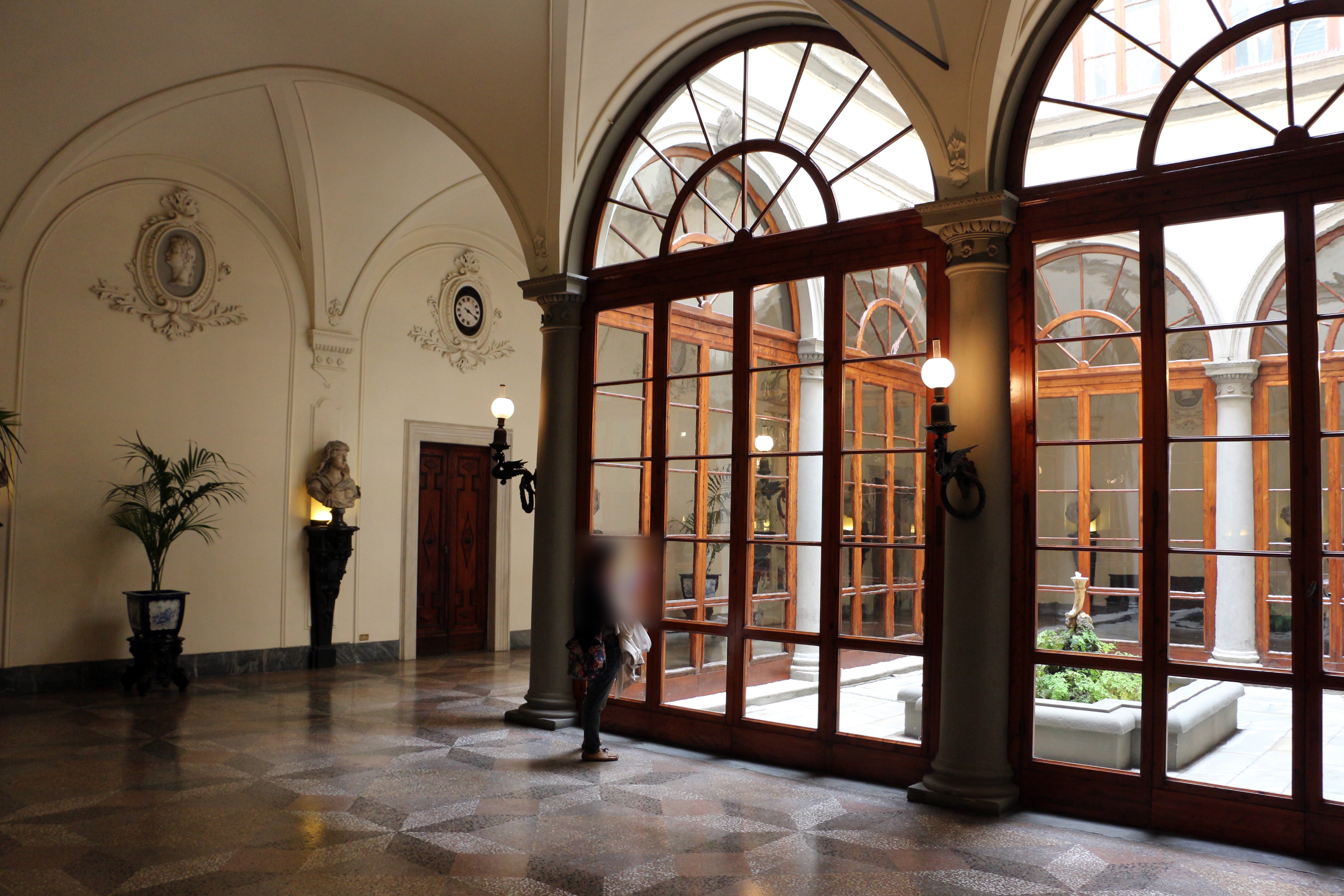
La cour tampon, dont le noyau original est attribué à Baccio d'Agnolo.
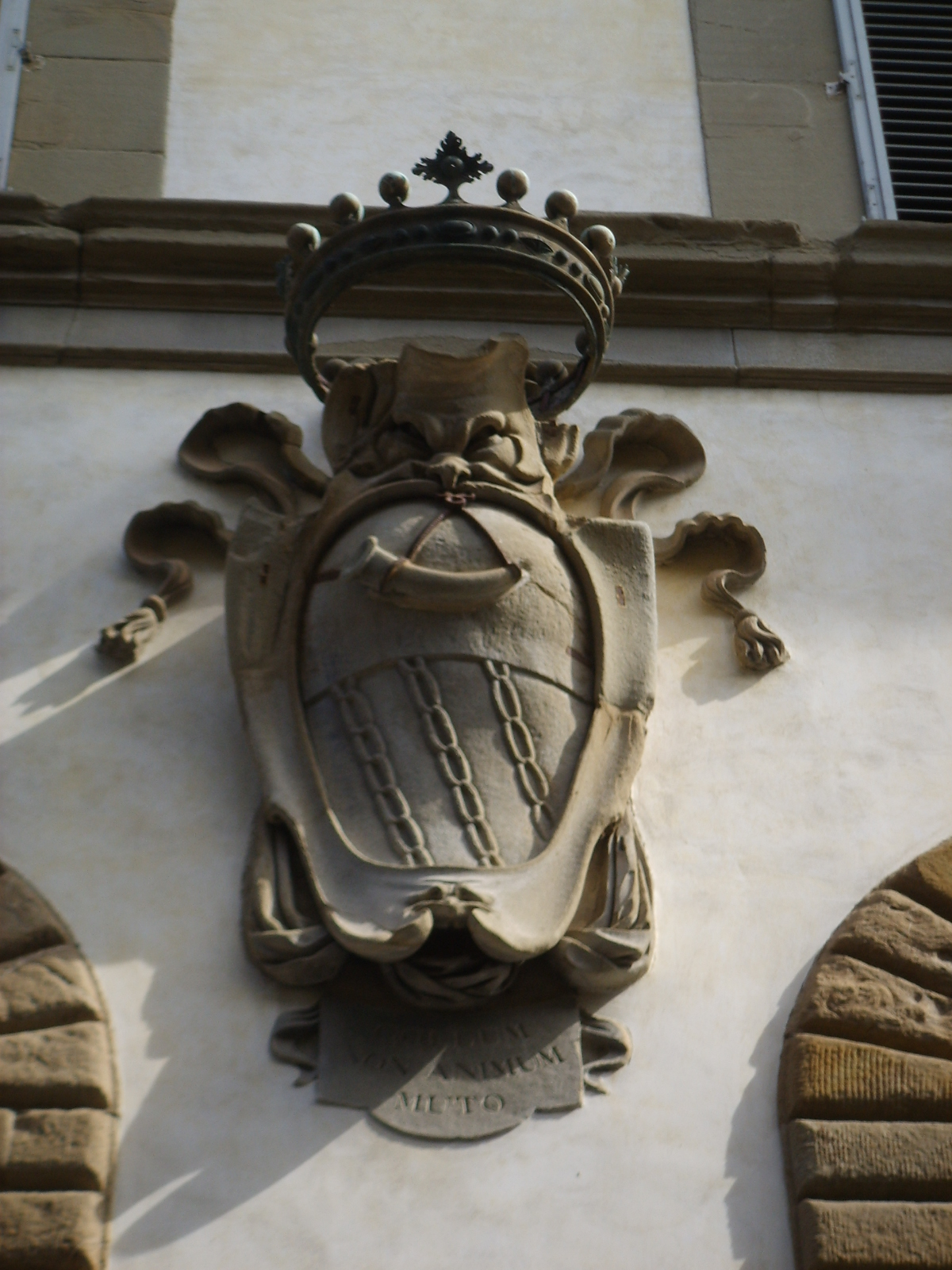
Armoiries des Gerini sur la façade.
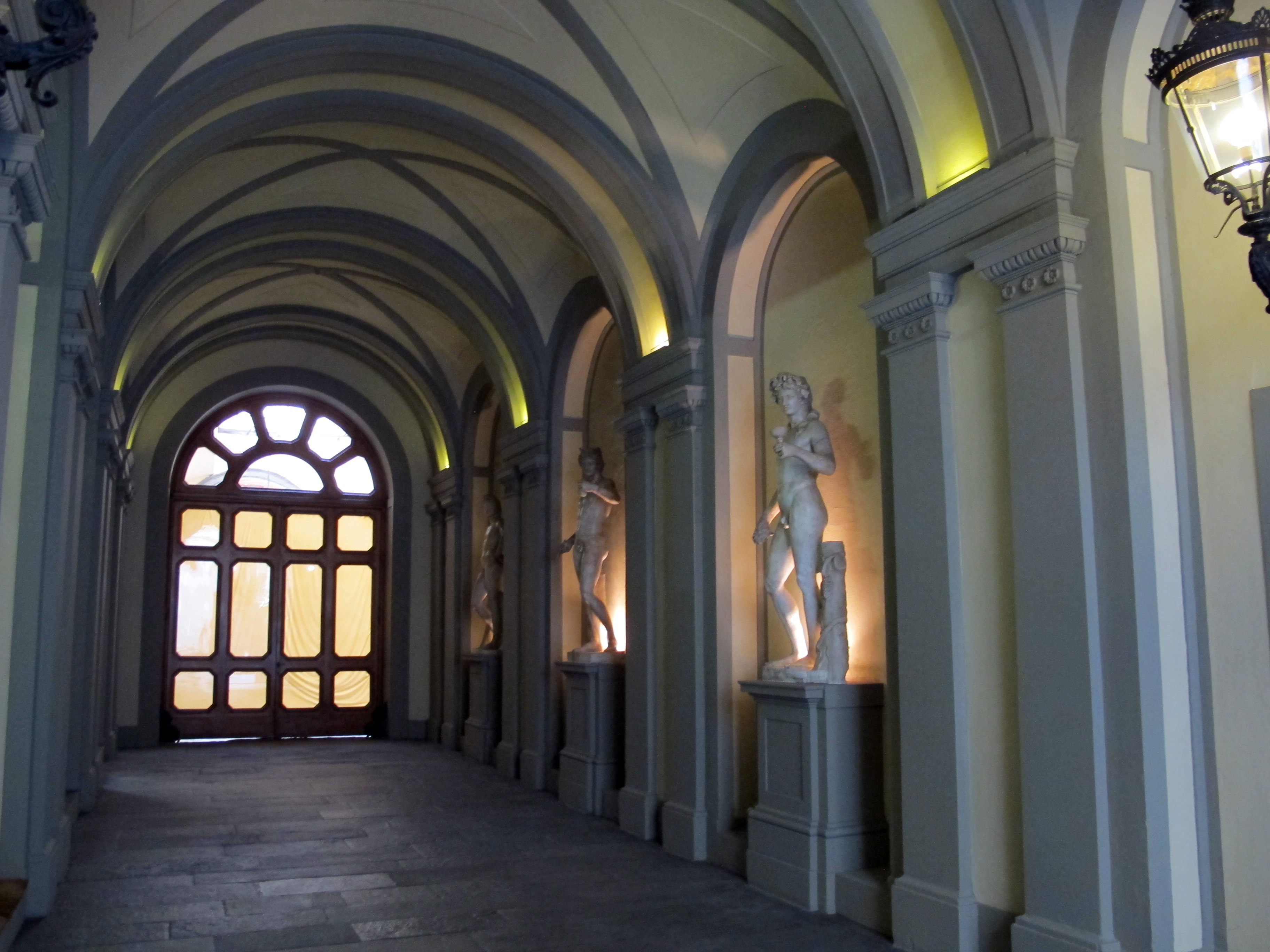
La porte cochère de Giuseppe Poggi.
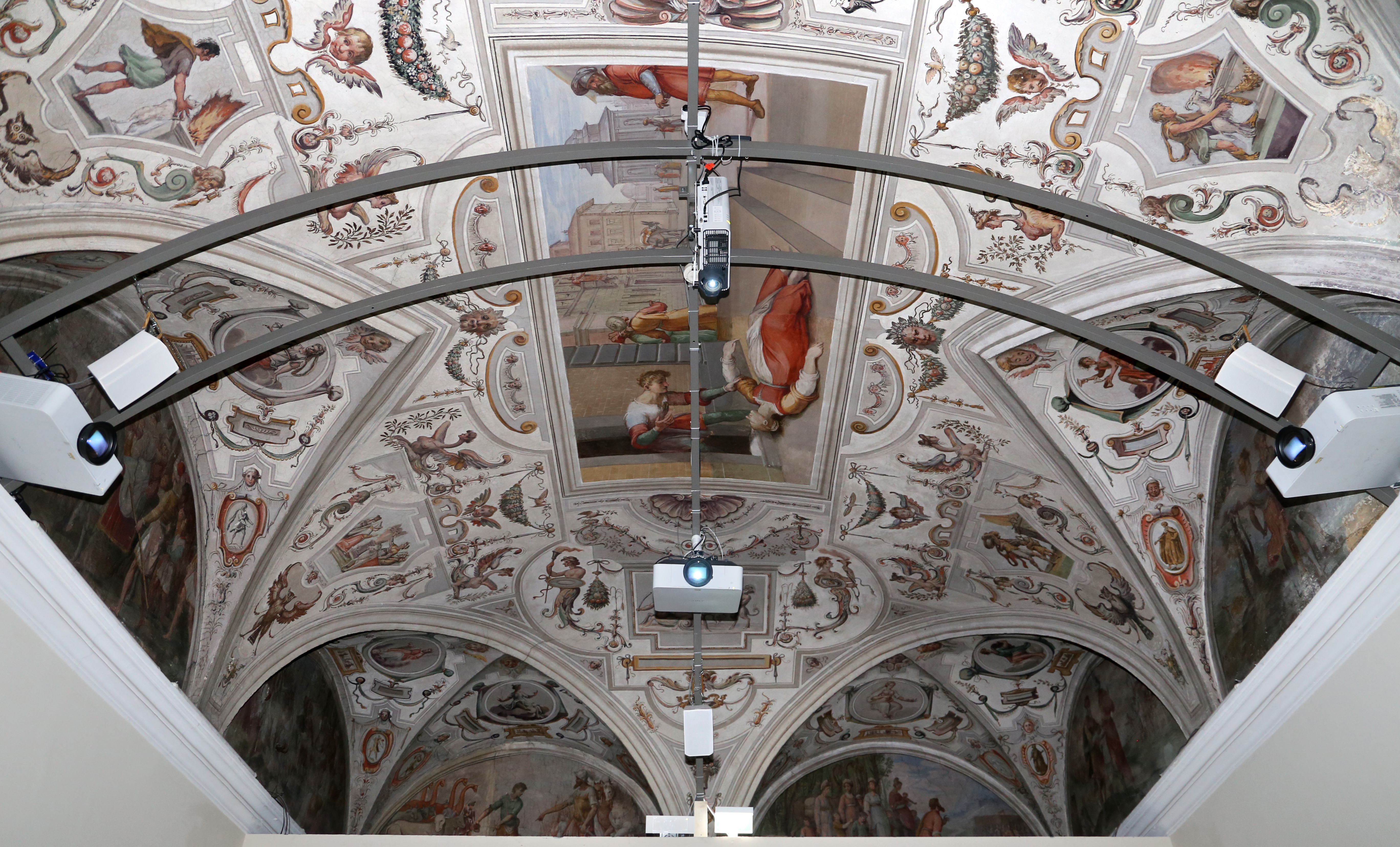
Fresques maniéristes de Bernardino Poccetti.